# کوکی ران: کینگدام
کوکی ران: کینگدام (به انگلیسی: Cookie Run: Kingdom) یک بازی نقش‌آفرینی اکشن گاچا می‌باشد که توسط دوسیسترز ساخته شده و ششمین بازی در مجموعهٔ کوکی ران می‌باشد. این بازی در ۲۸ نوامبر سال ۲۰۲۰ اعلام شد و در ۱۹ ژانویهٔ سال ۲۰۲۱ در سرتاسر جهان بر روی اندروید و آی‌اواس منتشر گردید. این بازی در ۱۲ ژوئیهٔ سال ۲۰۲۳ در گوگل پلی گیمز پی‌سی منتشر شده‌است.